# Snowtime!
Snowtime! (titulada ¡Hora de nieve! en Hispanoamérica, ¡La nieve! en España), también estrenada como La Bataille géante de boules de neige en Francia y Cleo en el Reino Unido, es una película canadiense de comedia dramática animada por ordenador de 2015 procedente de Quebec. Dirigida por Jean-François Pouliot, es un remake animado de la película de 1984, The Dog Who Stopped the War (El perro que detuvo la guerra). 
La película inspiró la serie de televisión spinoff Snowsnaps (Mapas de nieve) que se estrenó en septiembre de 2018. En diciembre de 2018 se estrenó una secuela, Racetime (Tiempo de carreras). 

## Trama
En un pequeño pueblo, un grupo de niños tiene la idea de planear y organizar una gigantesca batalla de bolas de nieve durante las vacaciones de invierno sobre un fuerte de nieve, ganando el grupo que controle el fuerte al final de las vacaciones. Se decide que un niño, Luke, lidere un equipo, pero el grupo no puede decidir quién será el equipo contrario. El grupo intenta provocar a otros dos niños, Piers y Frankie, para que sean el equipo contrario lanzándoles bolas de nieve, pero accidentalmente lanzan bolas a Sophie, la chica nueva, de la que Luke está enamorado. Enfurecida, Sophie acepta el liderazgo del equipo contrario y hace que Frankie construya un elaborado fuerte de nieve.
El primer día de batalla, el equipo de Luke es repelido con éxito. Al día siguiente, un chico, Chuck, construye bolas de nieve recubiertas de hielo, pero el equipo decide no utilizarlas. Sin embargo, Lucy, la hermana pequeña de Sophie, descubre las bolas de hielo e informa a Sophie, incitándola a preparar una emboscada con bolas de nieve llenas de pintura. Durante el ataque, el equipo de Sophie consigue robar la corneta de Luke, un instrumento que guardaba en memoria de su padre, muerto durante una guerra. El equipo de Sophie se enzarza en una discusión con ella, lo que provoca que no aparezca al día siguiente, permitiendo al equipo de Luke infiltrarse con éxito en el fuerte y expulsar a sus defensores. Al enterarse de esto, Sophie se cuela en el fuerte por la noche y toma su bandera, a pesar de ser emboscada por el grupo de Luke.
Para conseguir que los grupos enfrentados se reconcilien, Nicky y su primo Daniel fingen estar heridos para conseguir que los grupos se unan. Los dos grupos deciden abandonar la guerra, pero Sophie convence a Luke para que devuelva el fuerte a su bando para una última batalla, ya que ella había estado ausente cuando lo tomaron por primera vez. El grupo de Luke recluta a los alumnos de primer curso para ayudar en el asalto y utiliza los planos robados a Frankie para bombardear el fuerte de nieve con bloques de hielo gigantes. En la batalla que sigue, el fuerte se derrumba, aplastando a Cleo, la perra de Piers, matándola. Piers, desconsolado, culpa a Luke de haber llevado el juego demasiado lejos. Luke, arrepentido, toca la corneta mientras los niños entierran a Cleo. Los dos equipos se dan cuenta de que el juego les ha dividido, se reconcilian y derriban juntos los restos del fuerte.

## Producción
Habiendo ganado 3.359.425 dólares en 2015, la película fue la película canadiense más taquillera en la taquilla nacional durante el año natural, ganando así el Cineplex Golden Screen Award otorgado por la Academia de Cine y Televisión de Canadá. Tuvo su estreno en Estados Unidos en el Festival de Cine de Sundance de 2016. La película se estrenó en Canadá en inglés el 12 de febrero de 2016 y en Estados Unidos el 19 de febrero de 2016. 
La banda sonora incluye muchas canciones de varios artistas, entre ellas dos grabaciones de "L'hymne" de Celine Dion, una interpretación en inglés como solista y otra en francés grabada a dúo con Fred Pellerin.

## Personajes
| Caracteres                         | Caracteres                          | Voz de                      | Voz de                 |
| Original                           | Inglés                              | Original                    | Inglés                 |
| ---------------------------------- | ----------------------------------- | --------------------------- | ---------------------- |
| Luc                                | Luke                                | Nicholas Savard-L'Herbier   | Angela Galuppo         |
| Sophie                             | Sophie                              | Mariloup Wolfe              | Lucinda Davis          |
| François Les Lunettes              | Four-eyed Frankie                   | Hélène Bourgeois Leclerc    | Sandra Oh              |
| Pierre                             | Piers                               | Sébastien Reding            | Ross Lynch             |
| Lucie                              | Lucy                                | Sophie Cadieux              | Angela Galuppo         |
| Maranda                            | Manolo                              | Anne Casabonne              | Sonja Ball             |
| Jacques                            | Jack                                | Catherine Trudeau           | Sonja Ball             |
| Henri Leroux                       | Henry                               | André Sauvé                 | Heidi Lynne Weeks      |
| Georges Leroux                     | George                              | André Sauvé                 | Heidi Lynne Weeks      |
| Chabot                             | Chuck                               | Gildor Roy                  | Don W. Shepherd        |
| Ti-Guy La Lune                     | Nicky                               | Hugolin Chevrette-Landesque | Elisabeth MacRae       |
| France                             | Fran                                | Aline Pinsonneault          | Jenna Wheeler          |
| Daniel Blanchette de Victoriaville | Daniel Blanshire from Victoriaville | Esther Poulin               | Holly Gauthier-Frankel |

## Recepción
La película ha recaudado más de 13 millones de dólares en todo el mundo, CN¥31,5 de ellos en China.

### Reviews
En la web de críticas Rotten Tomatoes, la película tiene un índice de aprobación del 71% basado en 24 críticas, con una puntuación media de 6,2/10. En Metacritic, que asigna una puntuación normalizada a las críticas, la película tiene una puntuación media ponderada de 52 sobre 100, basada en 11 críticas, lo que indica "críticas mixtas o medias".